# کرم لوله‌ای زخم ریشه
کرم لوله‌ای زخم ریشه (نام علمی: Pratylenchus vulnus) نوعی کرم لوله‌ای (نَخ‌کِرم) بیماری‌زای گیاهی است.